# Bandiera di Antioquia
La bandiera di Antioquia è il principale simbolo ufficiale del dipartimento di Antioquia, fa parte delle immagini istituzionali dell'amministrazione dipartimentale, ed è quindi sempre presente negli atti di protocollo e nei documenti ufficiali. 

## Storia
La bandiera ha le sue origini nel 1810, anno della nascita del grido di Indipendenza colombiano. Da quanto è emerso, è stata creata dalla Giunta del Governo di Santa Fe de Antioquia sulla base dei colori della bandiera dell'Università di Antioquia (fondata nel 1803). L'emblema presentava infatti due colori, il bianco e il verde, e veniva utilizzato durante tutti gli eventi e nelle comunicazioni ufficiali. Gli stessi colori furono inoltre riproposti nel 1811 dalla Provincia di Cartagena, anno in cui dichiarò indipendenza dal Regno di Spagna.
In seguito, lo Stato Libero di Antioquia adottò i colori e i simboli delle Province Unite di Nuova Granada, anche se tuttavia questa versione non trova riscontro nei documenti ufficiali dell'epoca.
Tra il 1856 e il 1863, epoca di transizione tra il centralismo e il federalismo colombiano, Antioquia cambiò varie volte il proprio simbolo. Il primo adottato fu la bandiera nazionale con all'interno lo scudo della repubblica decorato col nome dello Stato sovrano. Gli altri Stati sovrani fecero lo stesso. Tuttavia, in questo periodo di transizione, il paese cambiò tre volte il proprio nome e di conseguenza i diversi emblemi furono aggiornati un egual numero di volte.

Bandiera di Santa Fe de Antioquia, prima capitale del dipartimento.

Bandiera di Medellín, odierna capitale del Dipartimento di Antioquia.

C'è da sottolineare che le città di Santa Fe de Antioquia e Medellín, capitale storica la prima e capitale odierna la seconda, al fine di unificare gli ideali della ragione, hanno adottato come base la bandiera di Antioquia aggiungendo al centro della stessa lo scudo della propria città 

## Normativa
L'odierna bandiera del Dipartimento di Antioquia è stata ufficializzata il 10 dicembre 1962 con l'Ordinanza numero 6 dell'Assemblea Dipartimentale, per celebrare il centocinquantesimo anniversario dall'indipendenza Antioqueña.

### Disposizione e significato dei colori
La Bandiera è formata da due strisce orizzontali di egual ampiezza, bianca nella parte superiore e verde nella parte inferiore.
Secondo la versione ufficiale del Governo di Antioquia, i colori hanno il seguente significato:
- Il colore bianco simboleggia la purezza, l'integrità, l'obbedienza, l'eloquenza e il trionfo.
- Il colore verde simboleggia le montagne del dipartimento, la speranza, l'abbondanza, la fede, il servizio e il rispetto.

### Protocollo
Per gli atti di protocollo sono state disposte alcune norme che devono essere necessariamente compiute al momento di issare la bandiera:
- Durante l'inno di Antioquia, tutte le persone devono sciogliere le braccia adottando una postura di rispetto e venerazione.
- L'inno non va mai applaudito.
- Le bandiere vanno ubicate alla destra di chi sta presiedendo l'atto.
- Tutte le bandiere vanno poste alla stessa altezza.
- Quando la bandiera nazionale viene issata assieme a un'altra bandiera, rimarrà sempre alla sua destra.
- Quando si trova insieme a un gruppo di bandiere di altri paesi, al centro va quella colombiana mentre le altre verranno poste in ordine alfabetico da destra a sinistra.
- Le bandiere non dovranno mai toccare il suolo.
- Mai nessuna bandiera dovrà presentarsi rotta o sbiadita.
- La cima dell'asta della bandiera deve terminare piana o con una sfera. I militari devono utilizzare l'asta in punta di lancia.
- Quando vengono issate le bandiere, la prima sarà quella colombiana durante l'inno nazionale, poi seguiranno le altre. Quando verranno ammainate, quella colombiana sarà invece l'ultima.

## Bandiere storiche

Bandiera dello Stato sovrano di Antioquia nel 1856.
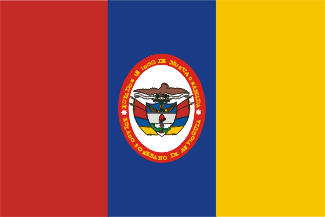
Bandiera dello Stato sovrano di Antioquia nel 1858.
Bandiera dello Stato sovrano di Antioquia nel 1863.